# Berrós Sobirà
Berrós Sobirà és un poble del terme municipal de la Guingueta d'Àneu, a la comarca del Pallars Sobirà, dins de la vegueria de l'Alt Pirineu i Aran Antigament formava part del terme municipal de Jou.
Està situat a l'esquerra de la Noguera Pallaresa, a la dreta del Torrent de Berrós i a llevant del Pantà de la Torrassa. És a l'extrem sud-oriental del que fou municipi de Jou. Berrós Sobirà té l'església de Sant Quirc i Santa Julita, la seva festivitat és el 16 de juny.

## Etimologia
Segons Joan Coromines, Berrós és un dels molts topònims pirinencs d'origen basc. Està format per dos ètims: berro (esbarzer, tanca o lloc humit o llaurat de nou...) i untze (indret). Del primitiu Berrauntza es passa a Berrós. Indret d'esbarzers o indret humit podrien ser les interpretacions del nom d'aquest poble.
La segona part del topònim es deu al fet de ser el de més amunt dels dos pobles del mateix nom (o dels dos nuclis del mateix poble). Sobirà és un adjectiu català antic amb el significat de superior (en altitud).

## Geografia

### El poble de Berrós Sobirà
Malgrat que actualment ja està del tot deshabitat, es conserva memòria de les seves dotze cases.

#### Les cases del poble[2]
| - Casa Bernat - Casa Capó - Casa Clara | - Casa Erdo - Casa Ferrer - Casa Janet | - La Rectoria - Casa Rei - Casa Soco | - Casa Soquet - Casa Surp |

## Història

### Època moderna
En el fogatge del 1553, Berros (no diferencia Jussà de Sobirà) declara 4 focs laics i 1 d'eclesiàstic (uns 25 habitants).

### Edat contemporània
Pascual Madoz dedica un article del seu Diccionario geográfico... a Berros-Subira. Hi diu que és una localitat amb ajuntament situada a la Vall d'Àneu, en una petita vall envoltada de muntanyes molt altes. El clima és fred, combatut pels vents del nord i de l'est, però saludable. Tenia en aquell moment 6 cases i l'església de Sant Quirze, annexa a la de Berrós Jussà. Hi ha diverses fonts amb aigües fortes. Les terres són fluixes i pedregoses, amb muntanyes molt altes a l'entorn, algunes poblades d'avets, les altres despoblades. S'hi collia blat, sègol, ordi, fenc, patates i fruites. S'hi criava tota mena de bestiar, i hi havia caça de llebres, alguns ossos i perdius. S'hi pesquen excel·lents i exquisides truites. Comptava amb 5 veïns (caps de casa) i 29 ànimes (habitants).

## Demografia
Actualment, no viu ningú al poble de Berrós Sobirà de forma permanent. L'última família del poble va marxar l'any 1964.